# Remanenzwirkung
Remanenzwirkung (von lateinisch remanere = zurückbleiben) beschreibt bei Desinfektionsmitteln die Zeitdauer, während der das desinfizierte Objekt nach dem Zeitpunkt der direkten Desinfektion vor einer Neukontamination geschützt ist.
Ermöglicht wird die Remanenzwirkung in den meisten Fällen durch Zusatz von nicht-flüchtigen Bioziden zu den alkoholischen, leicht flüchtigen desinfizierenden Stoffen. Von Bedeutung ist die Remanenzwirkung vor allem in der Hautantiseptik vor und nach chirurgischen Eingriffen, da eine Minderung der Keimzahl im Gebiet der OP-Wunde über einen längeren Zeitraum benötigt wird.
Siehe auch: Remanenz